# Амба
Амба́ (удегей. амба) — у міфології удегейців та ін. народів південної (амурської) підгрупи (ульчі, нанайці тощо) тунгусо-маньчжурських народів (народи алтайської мовної родини) невидимий лихий дух, що завдає лиха людям.
У міфах південних тунгусів (маньчжурів) амба переслідує, ловить і вбиває людей; за будь-якої нагоди капостить і намагається завдати лиха людям. В цілому амба є відповідником поняття чорт, дідько, злий (лихий) дух.
Одним з головних утілень лихого духа є уссурійський тигр — саме тому удегейською, нанайською, ульчською тощо і тигр, і лихий дух позначаються одним і тим самим словом амба.
Згідно з уявленнями удегейців, амба може також виступати в наступних іпостасях:
- амба—ведмідь (Біату);
- амба—птах (амба—ґаані «птах злий дух»);
- амба—звір (амба—буїні «звір злий дух»);
- людожер Золомчо;
- людиноподібна лиха істота Зандалафу;
- лиха істота, схожа на мавпу еуньку.

В усіх цих істотах живе лихий дух. Також він може вселитися в людину (єґдиґу́ або белє́), і тоді усіми думками і діями людини заволодіває злий дух. За однією з фольклорних версій, щоб позбавити таку людину від злого духа, її треба розрубати вздовж на дві половинки, одну з яких (з тим самим лихим духом) викинути подалі, і тоді половинка, що лишилась, знову обернеться на повноцінну людину.
Від дії амби могли зарадити амулети (міаванькі, мяонкі).

## Джерело
- Удэгейские ниманку, тэлунгу, ехэ (Словник удегейських етнографічних термінів) // Фольклор удэгейцев. Ниманку. Тэлунгу. Ехэ., Нб.: «Наука», 1998, стор. 522 (рос.)